# Ліван на літніх Олімпійських іграх 1968
Ліван брав участь у Літніх Олімпійських іграх 1968 року у Мехіко (Мексика) уп'яте за свою історію, але не завоював жодної медалі.